# Eros Ramazzotti
Pour les articles homonymes, voir Ramazzotti.
Eros Ramazzotti né le 28 octobre 1963 à Rome, est un chanteur et musicien italien. Il est considéré comme l'un des plus grands chanteurs à succès de la musique italienne et de la pop à l'échelle internationale, dans la première moitié des années 1990. Il a vendu plus de 60 millions de disques à travers le monde.
Depuis 1984, il compte un total de 15 albums studio, un EP, trois albums de compilation, trois albums live, et 37 singles. Son répertoire comprend des duos avec des artistes comme Cher, Tina Turner, Andrea Bocelli, Patsy Kensit, Anastacia, Joe Cocker, Ricardo Arjona, Luciano Pavarotti, Laura Pausini, Luis Fonsi, Nicole Scherzinger, Ricky Martin, Alessia Cara, Frédéric François, Hervé Vilard, et Helene Fischer.

## Biographie

### Jeunesse
Fils de Rodolfo Ramazzotti, ouvrier des bâtiments, et de Raffaella Molina de Calabre de la province de Vibo Valentia, Eros Ramazzotti est né le 28 octobre 1963 à Cinecittà, dans le fameux quartier du cinéma de Rome. En dépit de ses origines, il est depuis sa jeunesse un inconditionnel des turinois de la Juventus, et non pas d'un des deux clubs de football de la capitale italienne. Eros passe son enfance à faire, de temps à autre, des apparitions en tant que figurant dans quelques films en rêvant d’une grande carrière de chanteur. Il commence à avoir une prédisposition particulière pour la musique, d'abord pour le piano et pour la guitare. À la fin du collège, Eros Ramazzotti effectue une demande pour être admis au conservatoire de Rome, mais il est recalé. Il s'inscrit en économie et comptabilité et abandonne ses études au bout de trois ans.
Après une tentative manquée de sa famille d'émigrer en Australie, il passe un an entier à étudier l'anglais. Il passe alors son temps à jouer au ballon près de chez lui à Cinecittà. Inspiré comme beaucoup d'autres chanteurs italiens par la péninsule calabraise, il apprend à maîtriser sa voix et à chanter dans l'arrière-ville de Tropea. Remonté à Minorie, il continue à chanter et à apprendre.

### Débuts (1979–1986)
Le premier pas sérieux dans le monde musical est franchi en 1979 près de Rome, dans les Castelli Romani, quand il interprète Pezzi di vetro de Francesco De Gregori. En 1981, Eros Ramazzotti participe au Festival de Castrocaro. Il présente au festival Voci Nuove di Castrocaro la chanson Rock 80 qu'il a écrite auparavant. La victoire à ce festival revint à Zucchero et Fiordaliso, mais ce concours lui permet de se faire remarquer par les maisons de disques et de signer un contrat avec l'une d'entre elles. En 1982, le jeune homme enregistre un premier single, Ad un amico composé avec Roberto Colombo et dédié à un ami d'enfance prématurément disparu. Il se fait alors remarquer par une pointure du milieu musical italien, Renato Brioschi.
Le 3 février 1984, il participe au Festival de Sanremo, dans la section "voix nouvelles" avec le titre Terra Promessa, et remporte le concours. Le disque qui aurait dû sortir en octobre, gagne un prix dans la catégorie "nouvelles propositions". Il présente la même année la chanson Buongiorno Bambina. L'année suivante, il prend part à nouveau au Festival de San Remo avec la chanson Una storia importante ; il n'atteint alors que la 7e place, mais connaît un grand succès commercial : le disque se vend à plus de 500 000 exemplaires en France (où il reçoit un disque d'or) et est no 1 en Italie. La sortie de l'album Cuore agitati lance définitivement sa carrière en solo. Il remporte à nouveau le Festival de Sanremo en 1986 avec la chanson Adesso tu, et le Festivalbar en 1996 et 2003. Adesso tu figure également sur son deuxième album studio, Nuovi eroi, qui se classe no 1 des ventes en Italie, en Suisse et en Autriche.

### Popularité etTutte Storie(1987–1992)

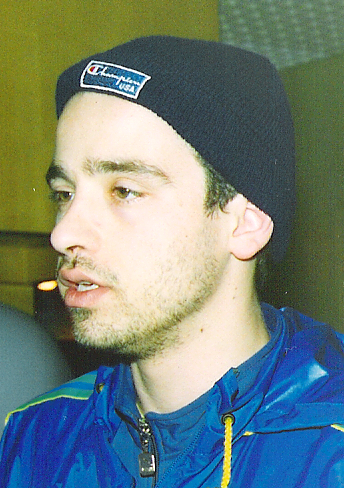
Eros au début des années 1990.

En 1987, après avoir sorti en novembre son troisième album In certi momenti, Eros Ramazzotti se lance dans une grande tournée de neuf mois. L'album est disque d'or en Allemagne et disque de platine en Suisse, se vendant à plus de trois millions d'exemplaires à travers le monde. En mai 1988 sort le mini-album italien : Musica è.
Son cinquième album, In Ogni Senso, est lancé en avril 1990 au cours d'une conférence de presse tenue à Venise qui attire plus de 200 journalistes. Un producteur américain, Clive Davis, conseille à Ramazzotti de jouer en live au Radio City Music Hall de New York, faisant ainsi de lui le premier artiste italien à se produire dans cette célèbre enceinte, devant une salle comble. Néanmoins, le chanteur sera déçu en apprenant que la majorité des spectateurs présents au concert étaient d'origine italienne, car il souhaitait atteindre un public plus large. Au cours de sa visite aux États-Unis, il apparait aussi dans des émissions télévisées telles que The Tonight Show avec Jay Leno. In Ogni Senso atteint la première place des classements italiens, et devient disque d'or et de platine dans de nombreux pays, dont l'Allemagne, la France, l'Espagne, la Suisse et les Pays-Bas.
Le 28 octobre 1991, il publie son premier album live, Eros in concert ; la sortie du double disque est suivie d'une mini-tournée qui comprend notamment un concert à Barcelone le 4 décembre, retransmise sur la chaîne Canale 5. Le 12 mai 1992, il vole avec Gianni Morandi vers Los Angeles pour jouer en présence de Michael Jackson.

### Tutte Storie(1993–1995)
En 1993, Eros Ramazzotti sort l'album Tutte Storie, et tourne en Europe et quinze pays d'Amérique latine, où sont lancés ses disques en espagnol. En novembre de la même année, il interprète Cose della vita aux MTV Europe Music Awards à Berlin. Cette chanson demeure à ce jour un de ses plus grands succès. En outre, l'album Tutte Storie, propulsé par ce succès, se retrouve dans le top 5 de plusieurs pays, dont la Suède et la Norvège; il est aussi disque de platine en Argentine. Au total, le disque se vend à quatre millions d'exemplaires dans le monde, ce qui convaincra BMG International de faire signer Ramazzotti sur le label.
Pendant l'été 1995, Eros Ramazzotti participe au European Summer Festival aux côtés de Rod Stewart, Elton John et Joe Cocker. Son album Dove c'è musica sort le 13 mai 1996 et, porté par le tube Piu' bella cosa, s'écoule à 6 millions d'exemplaires. C'est le premier album produit intégralement par le chanteur lui-même. Le 5 décembre de la même année, Michelle Hunziker, sa compagne depuis de nombreuses années, donne naissance à leur fille Aurora Sophie.

### Dove c'è musica(1996–1999)
En octobre 1997 sort Eros - Greatest Hits, qui contient notamment des versions retravaillées de ses succès, tels que Musica è en duo avec Andrea Bocelli et Cose della vita - Can't stop thinking of you qu'il interprète avec Tina Turner. Cette compilation se classe dans le Top 5 des ventes en France, en Belgique, en Suède et en Finlande, et à la première place en Italie, Allemagne, Suisse, Autriche, Pays-Bas et Norvège. Les ventes de l'album au cours de la première semaine suivant son lancement sont estimées à 1,2 million par BMG International. Aux États-Unis, 400 000 unités sont écoulées. Eros Ramazzotti se voit décerner le titre de « Meilleur artiste international masculin de l'année » aux Echo Music Awards en Allemagne.
En 1998, il sort l'album live Eros Live, qui comprend deux duos enregistrés à Munich au cours de la tournée mondiale, Cose della vita avec Tina Turner, et Difenderò avec Joe Cocker. En 1999, il collabore de nouveau avec Andrea Bocelli, interprétant avec ce dernier le titre Nel cuore lei sur l'album Sogno de Bocelli. Les ventes mondiales de l'album de Bocelli se chiffrent à plus de 10 millions et permettent à Eros d'acquérir une reconnaissance internationale supplémentaire. En 1999, il est de nouveau élu « meilleur artiste international masculin de l'année » aux Echo Music Awards en Allemagne.

### Stileliberoet9(2000–2003)
Eros Ramazzotti gagne une réputation en tant que producteur aguerri avec l'album Come fa bene l'amore par Gianni Morandi au début des années 2000. En octobre 2000, il sort son huitième album studio Stilelibero, qui contient un duo avec Cher, Più che puoi. L'album est le résultat d'une collaboration de plusieurs producteurs, notamment Celso Valli, Claudio Guidetti, Trevor Horn et Rick Nowels. Il atteint le Top 5 des ventes à travers l'Europe et est certifié double disque de platine par l'IFPI pour plus de deux millions d'exemplaires écoulés en Europe. Dans le cadre de la tournée internationale pour Stilelibero, Eros Ramazzotti se produit également dans des pays d'Europe orientale, notamment en Russie, où il donne trois concerts à guichets fermés à Moscou, au Palais du Kremlin.
Le 30 mai 2003, il sort son neuvième album studio, intitulé 9. Le premier single, Un'emozione per sempre, écrit avec Claudio Guidetti, Fabrizio Maurizio, et Adelio Cogliati, sort le 9 mai, et est no 1 en Italie pendant 6 semaines consécutives. L'album, produit avec Claudio Guidetti et l'ami de longue date d'Eros Ramazzotti, Celso Valli, reste en première position pendant 14 semaines en Italie. Il commence une tournée mondiale d'une centaine de dates, qui attire plus d'un million de spectateurs.
Il divorce alors de sa femme Michelle Hunziker,.

### Succès continu (2003–2011)

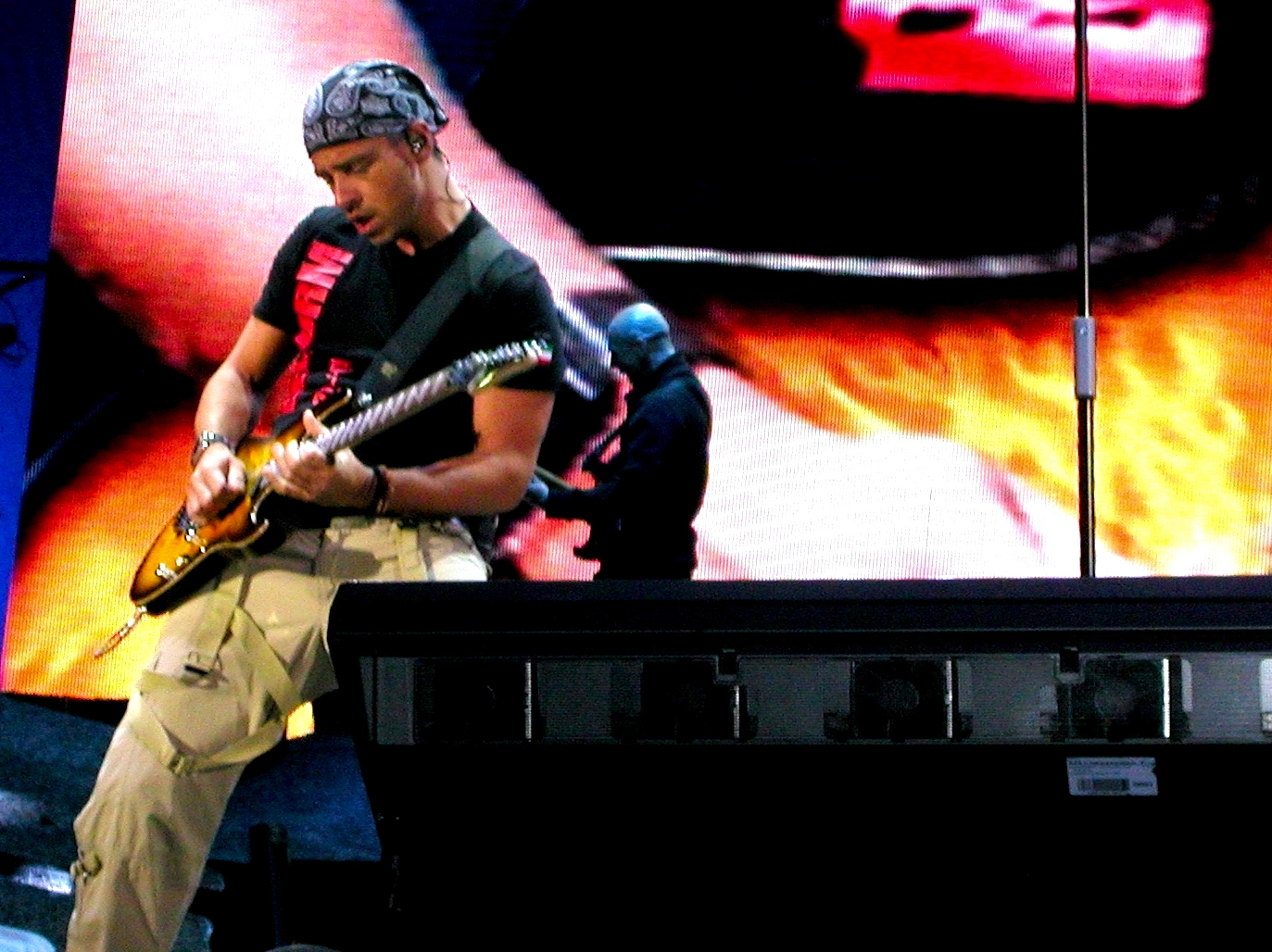
Eros Ramazzotti à Rome en 2004.

Le 28 octobre 2005, son 10e album Calma apparente sort le jour de son anniversaire. Produit avec Claudio Guidetti, il est certifié disque de platine un mois après sa sortie pour plus d'un million d'exemplaires vendus en Europe, et contient le single I belong to you en duo avec Anastacia, qui se classe no 1 dans plusieurs pays, dont l'Italie, l'Allemagne et la Suisse.
Plus de dix ans après sa première compilation, il publie un double Best of, e², le 26 octobre 2007. Le premier CD contient quatre nouvelles pistes et 14 chansons remasterisées, et le second CD contient 17 pistes réenregistrées avec des artistes tels que Carlos Santana, Wyclef Jean, Steve Vai et Jon Spencer. Non siamo soli, un duo avec Ricky Martin, devient le premier single de l'album, et se classe no 1 en Italie et n°3 en Suisse. 

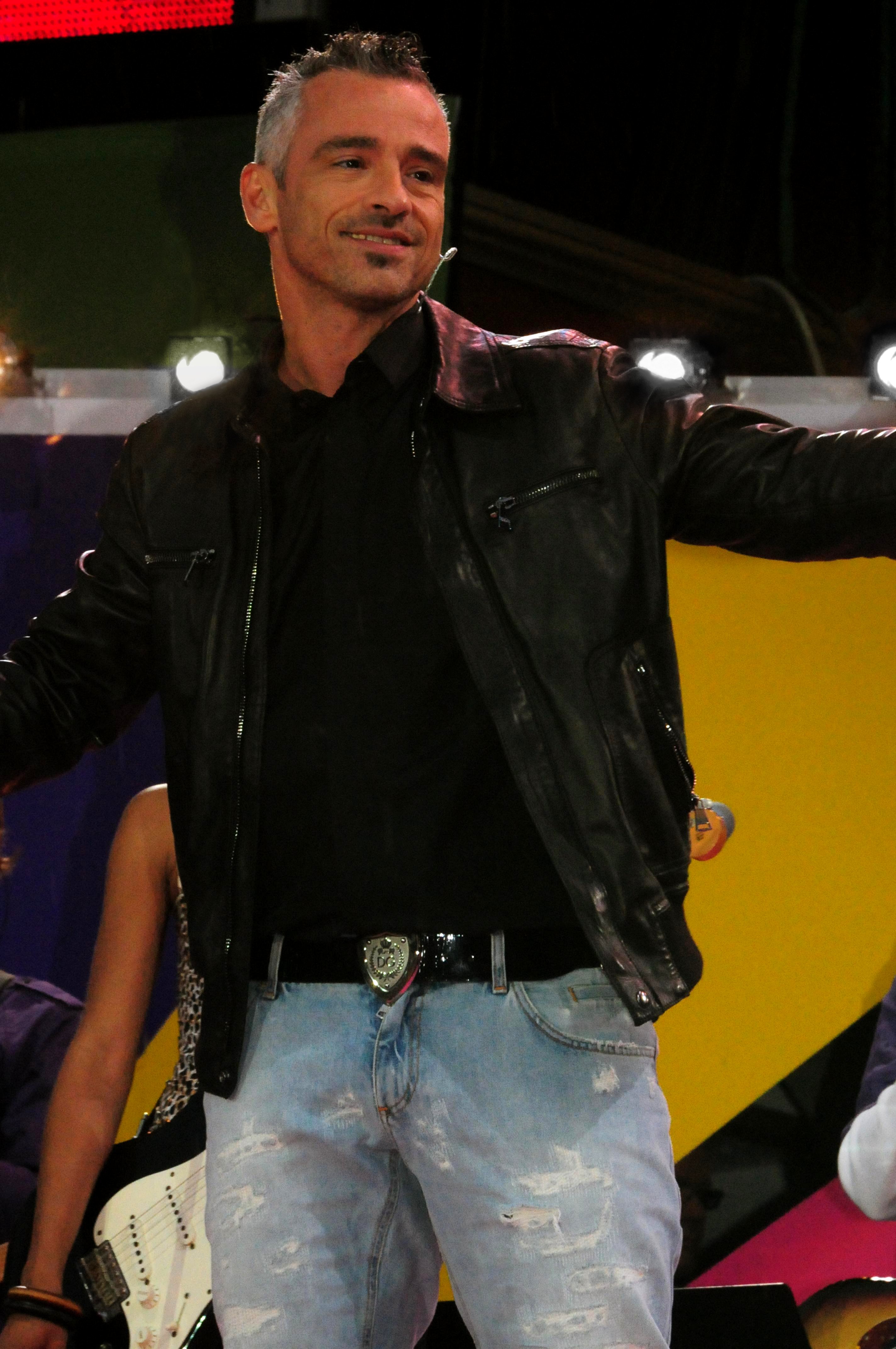
Eros Ramazzotti sur le plateau de TV4 en 2009.

Un nouvel album de 11 pistes, Ali e Radici sort le 22 mai 2009, produit par le chanteur, Claudio Guidetti, ainsi que Michele Canova qui a déjà travaillé avec des artistes comme Laura Pausini, Tiziano Ferro et Jovanotti. Le premier single Parla con me, est no 1 en Italie et n°8 en Suisse. L'album entre dans le Top 5 en Allemagne, en Autriche, aux Pays-Bas, en France, en Suède, et est classé premier en Italie et en Suisse.

### NoietPerfetto(2012–2018)
L'album Noi sort le 13 novembre 2012 en Italie, et le 16 novembre dans d'autres pays européens dont l'Allemagne, contenant 14 titres dont des duos avec Nicole Scherzinger et que des collaborations avec Club Dogo, Il Volo et Hooverphonic. Le premier single de l'album, Un angelo disteso al sole, sort le 13 octobre 2012. La huitième chanson Infinitamente de cet album est un hommage rendu à son ami Gio' et à son ami et chanteur Alex Baroni disparu en mars 2002. L'album Noi est certifié quintuple disque de platine en Italie pour plus de 250 000 ventes.
En 2013, Eros Ramazzotti se voit de nouveau décerner le titre de « Meilleur artiste international masculin de l'année » aux Echo Music Awards en Allemagne.
L'album Perfetto sort le 12 mai 2015, porté par les singles Alla fine del mondo et Il tempo non sente ragione. Il entame une tournée mondiale dès la fin 2015 avec des dates en France (Marseille et Paris). Le 26 juillet de la même année, il retrouve Jovanotti au stade San Paolo de Naples pour rendre un hommage à leur ami Pino Daniele disparu 6 mois auparavant. Il sort son autobiographie illustrée Grazie di cuore en avril 2016 retraçant ses 30 ans de carrière.  Le 19 octobre est annoncée la sortie de l'album Eros Duets, une compilation de 15 succès interprétés en duo avec des artistes internationaux.L'album sort le 17 novembre 2017.

### Vita ce n'èetBattito infinito(depuis 2018)
Le 18 octobre 2018 sort son nouveau single Vita ce n'è annonçant le titre de son futur album sorti le 23 novembre 2018. Le deuxième single In primo piano (écrit par Jovanotti) sort le 14 décembre 2018. Le troisième, Per le strade una canzone, en collaboration avec Luis Fonsi, sort le 18 janvier 2019. Il commence sa tournée mondiale en février 2019 à Mantoue et fait plusieurs concerts en France (Paris, Marseille, Lyon, Carcassonne, Colmar, Bastia) avant d'enchainer par une tournée européenne, puis américaine.
Le 10 juin 2022 sort le single Ama qui précède ainsi la sortie de l'album Battito infinito prévu pour le 12 septembre 2022. En 2022 commence aussi sa tournée mondiale Battito infinito World Tour qui démarre le 30 octobre à Los Angeles pour se terminer le 11 mai 2023 en Lituanie.

## Vie personnelle
En 1995, Eros Ramazzotti rencontre Michelle Hunziker après un concert à Milan, avec qui il aura une fille le 5 décembre 1996, Aurora Sophie (à qui il dédie sa chanson L'Aurora). Le couple se marie en 1998, dans le château Odescalchi de Bracciano, mais se sépare en 2002.
En mai 2009, le chanteur se fiance avec le modèle Marica Pellegrinelli, qui l'avait récompensé aux Wind Music Awards de 2009. Le 2 août 2011, naît leur première fille, Raffaela Maria. Le 6 juin 2014, ils se marient à Milan. Le 14 mars 2015, le chanteur devient papa de son troisième enfant, Gabrio Tullio. En juillet 2019, ils annoncent leur séparation.
En 2009, dans un entretien pour Vanity Fair, Eros Ramazzotti prend position contre l'adoption par les couples homosexuels, affirmant qu'« ils ne sont pas naturels ».
Le 30 mars 2023, il devient pour la première fois grand-père de Cesare, premier-né de sa fille Aurora.

## Discographie

### Albums studio
- 1985 : Cuori agitati
- 1986 : Nuovi eroi
- 1987 : In certi momenti
- 1988 : Musica è
- 1990 : In ogni senso
- 1993 : Tutte storie
- 1996 : Dove c'è musica
- 2000 : Stilelibero
- 2003 : 9
- 2005 : Calma apparente
- 2009 : Ali e radici
- 2012 : Noi
- 2015 : Perfetto
- 2018 : Vita ce n'è
- 2022 : Battito infinito

### Best-of et albums live
- 1991 : Eros in concert
- 1997 : Eros
- 1998 : Eros Gold
- 1998 : Eros Live
- 2004 :  Emozioni dal vivo (Live)
- 2007 : E² (Best of)
- 2010 : Eros Live World Tour 2009/2010
- 2012 : Best love Song
- 2014 : Eros 30
- 2017 : Eros Duets

### Collaborations
- 1987 : La Luce Buona Delle Stelle (duo avec Patsy Kensit)
- 1990 : Amarti e l'immenso per me (duo avec Antonella Bucci)
- 1990 : Tu Vivrai (duo avec The Pooh)
- 1991 : Anche tu (duo avec Raf)
- 1994 : Non dimenticare (duo avec Alex Baroni)
- 1997 : Musica é (duo avec Andrea Bocelli)
- 1997 : Cose della vita/Can't Stop Thinking of You (duo avec Tina Turner)
- 1998 : Se bastasse una canzone (duo avec Luciano Pavarotti)
- 1999 : Nel cuore lei (duo avec Andrea Bocelli)
- 2000 : Più che puoi (duo avec Cher)
- 2004 : That's All I Need to Know (duo avec Joe Cocker)
- 2005 : I Belong to You (duo avec Anastacia)
- 2007 : A ti (duo avec Ricardo Arjona)
- 2007 : Domo mia (duo avec Tazenda)
- 2007 : Non siamo soli (duo avec Ricky Martin)
- 2007 : Adesso tu (avec la Gian Piero Reverberi + London Session Orchestra)
- 2007 : Musica é (avec la Gian Piero Reverberi + London Session Orchestra)
- 2007 : Dolce Barbara (avec Dado Moroni)
- 2007 : E ancor mi chiedo (avec Gian Piero Reverberi + London Session Orchestra)
- 2007 : Fuoco nel Fuoco (avec Carlos Santana)
- 2007 : Il buio ha i tuoi occhi (avec Rhytm del Mundo)
- 2007 : Un attimo di pace (avec Take 6)
- 2007 : Solo ieri (avec la Gian Piero Reverberi + London Session Orchestra)
- 2007 : Está pasando Noviembre (duo avec Amaia de La Oreja de Van Gogh)
- 2008 : Solo Un Volo (duo avec Ornella Vanoni)
- 2011 : Inevitabile (duo avec Giorgia)
- 2013 : Fino All' Estasi (duo avec Nicole Scherzinger)
- 2018 : Per le strade una canzone (duo avec Luis Fonsi)
- 2018 : Per il resto tutto bene (duo avec Helene Fischer)

## Vidéo
- VHS In Giro per il Mondo
- 2001 : DVD Stilelibero
- 2004 : DVD Eros Roma live
- 2010 : DVD Live World Tour 2009-2010
- 2012 : DVD Cinecittà Live